# Antistathmoptera
Antistathmoptera é um gênero de mariposa pertencente à família Bombycidae.